# Velum
Velum je pripravljena živalska koža, ki se običajno uporablja kot material za pisanje. Pergament je še en izraz za ta material in da se velum razlikuje od tega, je narejen iz telečje kože, v nasprotju s tem iz drugih živali ali pa je drugače kakovostnejši. Velum je pripravljen za pisanje ali tiskanje na posamezne strani, zvitke, kodekse ali knjige. Beseda je izposojena iz starofrancoske besede vélin (telečja koža) iz latinske besede vitulinum (od teleta).
Sodobni učenjaki in skrbniki vse pogosteje uporabljajo le manj specifičen in zmeden izraz membrana. Glede na dejavnike, kot je način priprave, je morda težko določiti vključeno živalsko vrsto (kaj šele njeno starost), ne da bi uporabljali laboratorij  in izraz se izogiba potrebi po razlikovanju med velumom in pergamentom.
Velum je na splošno gladek in trpežen, čeprav obstajajo velike razlike glede na pripravo in kakovost kože. Izdelava vključuje čiščenje, beljenje, raztegovanje na okvirju in strganje kože z nožem v obliki polmeseca (lunarium ali lunellum). Za ustvarjanje napetosti se strganje izmenjuje z vlaženjem in sušenjem. Končni zaključek je mogoče doseči z drgnjenjem površine s plovcem in obdelavo s pripravkom apna ali krede, da sprejme črnilo za pisanje ali tiskanje.
Sodobni papirnati velum je izdelan iz sintetičnega rastlinskega materiala in ga tako imenujejo zaradi njegove uporabe in podobnosti v kakovosti. Papirnat velum se uporablja za različne namene, vključno s prerisovanjem, tehnične risbe, načrte in tiskanje.

## Terminologija
V Evropi se je od rimskih časov izraz vellum uporabljal za najboljšo kakovost pripravljene kože, ne glede na žival, od katere je bila pridobljena koža, tele, ovce in koze, ki se pogosto uporabljajo (druge živali, vključno prašič, jelen, osel, konj ali kamela). Čeprav izraz izhaja iz francoščine za 'tele', lahko živalski velum vključuje kožo skoraj vseh drugih sesalcev. Najkvalitetnejši 'maternični velum' naj bi bil narejen iz kož mrtvorojenih ali nerojenih živali, čeprav se je izraz uporabljal tudi za kakovostne kože mladih živali. Vendar se meje med temi izrazi že dolgo močno brišejo. Leta 1519 je lahko William Horman v svoji Vulgariji zapisal: »Tista material, na katerega pišemo in ki je narejen iz živalski kož včasih imenujejo pergament, včasih velum, včasih abortiv, včasih membrana«". Leta 1936 je Lee Ustick pojasnil, da:
Danes se med zbiralci rokopisov razlikuje, da je velum zelo prečiščena oblika kože, pergament bolj surova oblika, običajno gosta, ostra, manj polirana kot velum, vendar brez razlike med kožo teleta ali ovce ali koze.
Francoski viri, ki so bližje prvotni etimologiji, vellin po navadi opredeljujejo samo kot tele, medtem ko Britanski zavod za standardizacijo pergament opredeljuje kot narejen iz razcepljene kože več vrst, velum pa iz nerazcepljene kože. Pri sodobnih izvajalcih umetniških obrti pisanja, iluminiranja, črkovanja in vezave knjig je velum običajno rezerviran za telečjo kožo, katera koli druga koža pa se imenuje pergament.

## Izdelava
Velum je prosojni material iz kože, pogosto razcepljene, mlade živali. Kožo speremo z vodo in apnom (kalcijev hidroksid), vendar ne skupaj. Nato jo nekaj dni namakamo v apnu, da se dlaka zmehča in odstrani.  Ko se očisti, se obe strani kože ločita: stran, obrnjena proti živali in stran z dlakami. »Notranja stran telesa« kože je običajno lažja in bolj prečiščena. Lasni mešički so lahko vidni na zunanji strani, skupaj z brazgotinami, ki so nastale, ko je bila žival živa. Membrana lahko prikaže tudi vzorec žil živalske mreže, imenovan 'žilavost' lista.
Vse preostale dlake se odstrani in kožo posuši, tako da se jo pritrdi na okvir. Koža je pritrjena na točkah po obodu z vrvicami; da se prepreči trganje, izvajalec ovije predel kože, na katerega naj bo pritrjena vrvica, okoli prodnika. Nato jo z nožem v obliki polmeseca (lunarium ali lunellum) očisti preostale dlake.
Ko je koža popolnoma suha, se temeljito očisti in obdela v liste. Število listov, izvlečenih iz kože, je odvisno od velikosti kože in danih dimenzij, ki jih zahteva naročilo. Na primer, povprečno tele lahko zagotovi približno tri in pol srednje velike liste za pisanje. To lahko podvojimo, če ga zložimo v dva združena lista, znana tudi kot bifolium. Zgodovinarji so našli dokaze o rokopisih, kjer je prepisovalec zapisoval srednjeveška navodila, ki jim zdaj sledijo sodobni izdelovalci membran. Nato se membrana podrgne z okroglim, ploskim predmetom, da se zagotovi, da se črnilo oprime površine.

## Rokopisi

### Priprava rokopisov
Ko je velum pripravljen, se tradicionalno oblikuje skupine več listov. Raymond Clemens in Timothy Graham v svojem Uvodu v rokopisne študije (Introduction to Manuscript Studies) poudarjata, da je bila »četrtina osnovna pisarska enota pisarja v srednjem veku«. Nato so narejene smernice na membrani. Ugotavljajo, da je »pikanje postopek izdelave lukenj v pergamentnem listu (ali membrani) v pripravi na njegovo merjenje. Nato so bile narejene črte med pikami ... Postopek vnašanja pravilnih vrstic na strani večine rokopisov so delali z vodoravnimi črtami, ki so služile kot temeljne črte, na katere je bilo vneseno besedilo in z navpičnimi mejnimi črtami, ki so označevale meje stolpcev«.

### Uporaba
Večina drobnejših vrst srednjeveških rokopisov, ne glede na to, ali so bili iluminirani ali ne, je bila napisana na velumu. Nekatera gandhāransk budistična besedila so bila napisana na velumu, vsi zvitki Tore (hebrejsko: ספר תורה Sefer Torah; množina: ספרי תורה, Sifrei Torah) so napisane na košer qelaf (hebrejsko קָלַף‎) ali velumu.
Četrtina 180-ih izvodov prve Biblije Johannesa Gutenberga, natisnjene leta 1455 s premičnim tiskom, je bila tudi natisnjena na velum, verjetno zato, ker je trg to pričakoval za visokokakovostno knjigo. Papir je bil uporabljen za večino tiskanja knjig, saj je bil cenejši in lažji za obdelavo s tiskarskim strojem in za vezavo.
V umetnosti so velum uporabljali za slike, še posebej, če jih je bilo treba poslati na velike razdalje, preden se je platno začelo široko uporabljati približno leta 1500 in se je še naprej uporabljal za risanje in akvarele. Vsaj do 17. stoletja so bili stari mojstrski odtisi včasih tiskani na velum, zlasti za predstavitvene kopije.
Mehka vezava veluma ali pergamenta se je pogosto uporabljala v 16. in 17. stoletju in je bila včasih pozlačena, vendar pogosto tudi neokrašena. V poznejših stoletjih se velum pogosteje uporablja kot usnje, to je kot prevleka za trde vezi iz plošč. Velum je mogoče obarvati tako rekoč v katero koli barvo, a je le redek, saj velik del njegove lepote in privlačnosti počiva na njegovi fini zrnatosti in odtisih dlak ter toplini in preprostosti.
Traja več kot 1000 let - na primer Pastoralna oskrba (Pastoral Care, Troyes, Bibliothèque Municipale, MS 504) je iz leta 600 in je v odličnem stanju - živalski velum je lahko veliko bolj trpežen kot papir. Iz tega razloga so na živalski velum napisani številni pomembni dokumenti, na primer diplome. Sklicevanje na diplomo kot »ovčjo kožo« nakazuje na čas, ko so bile na velum iz živalskih kož napisane diplome.

### Sodobna uporaba
Britanski akti parlamenta so za arhivske namene še vedno natisnjeni na velumu,  kot tudi tisti v Republiki Irski. Februarja 2016 je britanski dom lordov objavil, da se bo zakonodaja od aprila 2016 tiskala na arhivskem papirju namesto na tradicionalnem velumu. Vendar je minister kabineta Matthew Hancock posredoval, ko se je strinjal, da bo financiral nadaljnjo uporabo veluma iz proračuna kabineta.
Danes je živalski velum zaradi majhnega povpraševanja in zapletenega proizvodnega postopka drag in ga je težko dobiti. Edino britansko podjetje, ki še vedno proizvaja tradicionalni pergament in velum, je William Cowley (ustanovljen leta 1870) s sedežem v Newportu Pagnell, Buckinghamshire. Sodobna imitacija je narejena iz bombaža. Ta material, znan kot papirnati velum, je precej cenejši od živalskega veluma in ga lahko najdemo v večini trgovin z umetniškimi deli in risbami. Nekatere znamke papirja za pisanje in druge vrste papirja za izražanje kakovosti uporabljajo izraz 'velum'.
Velum se še vedno uporablja za judovske zvitke, zlasti Tore, za razkošno knjigoveštvo, spominske knjige in za različne dokumente v kaligrafiji. Uporablja se tudi na instrumentih, kot sta banjo in bodhrán, čeprav so za te instrumente na voljo sintetične kože, ki so vse pogosteje uporabljene.

## Papirni velum
Sodoben imitacijski velum je izdelan iz plastificirane krpe bombaža ali vlaken iz notranjega lubja dreves. Izrazi vključujejo: papirnati velum, japonski velum in zeliščni velum. Papirnat velum je običajno prosojen in njegove različne velikosti se uporabljajo v aplikacijah, kjer je potrebno transparentno kopiranje, kot so arhitekturni načrti. Dimenzije so bolj stabilne kot platno ali papir, kar je pogosto ključnega pomena pri razvoju velikih risb, kot so načrti. Papirnati velum je postal izjemno pomemben tudi v tehnologiji ročne ali kemične reprodukcije za razširjanje kopij načrtov. Tako kot visokokakovostni tradicionalni velum je tudi papirnat velum lahko izdelan dovolj tanek, da je praktično prozoren za močno svetlobo, kar omogoča neposredno uporabo risbe vira pri reprodukciji risb, uporabljenih na terenu.

## Zaščita
Velum je idealno shranjen v stabilnem okolju s konstantno temperaturo in 30 % (± 5 %) relativno vlažnostjo. Če je velum shranjen v okolju z manj kot 11 % relativne vlažnosti, postane krhek, drobljiv in dovzeten za mehanske obremenitve; če je shranjen v okolju z več kot 40 % relativne vlažnosti, postane občutljivo na geliranje in rast plesni ali gliv. Optimalna temperatura za shranjevanje veluma je 20 ± 1,5 ° C.